# Serguéi Jaritónov
Serguéi Valérievich Jaritónov, también anglicanizado como Sergei Valerievich Kharitonov (en ruso: Серге́й Вале́рьевич Харито́нов; 18 de agosto de 1980) es un artista marcial mixto, kickboxer y boxeador ruso. Competidor profesional de AMM desde el año 2000, Jaritónov ha peleado en las organizaciones PRIDE Fighting Championships, DREAM, Bellator MMA, M-1 Global, Strikeforce y GLORY.
Jaritónov tiene victorias notables sobre el campeón de peso mediano de Elite XC Murilo Rua, el campeón de K-1 Semmy Schilt, el campeón de peso pesado de Strikeforce Alistair Overeem, y los campeones de peso pesado de UFC Andrei Arlovski y Fabrício Werdum.

## Primeros años
Serguéi Jaritónov nació el 18 de agosto de 1980 en Plesetsk, República Socialista Federativa Soviética de Rusia, actual Rusia. Sus padres eran muy atléticos: la madre de Jaritónov era entrenadora de voleibol y su padre en varias ocasiones practicó boxeo, patinaje, fútbol y carreras de maratón de larga distancia. Bajo su influencia, Jaritónov fue muy activo físicamente durante su crecimiento.
Jaritónov se graduó de una escuela secundaria con una especialización en música (acordeón). Siguiendo el consejo de sus padres, Jaritónov fue a la Escuela Superior de Comando Aerotransportado de la Guardia de Riazán y se alistó en las Tropas Aerotransportadas de Rusia después de terminar la academia. Jaritónov le atribuye al ejército y a la academia el brindarle habilidades psicológicas en las que confía durante sus peleas.
Hasta que renunció al ejército a fines de la década de 2010, Jaritónov permaneció en servicio activo mientras entrenaba a tiempo completo. Su rango militar es capitán.

## Artes marciales mixtas

### Fondo de artes marciales
Jaritónov comenzó a interesarse por los deportes cuando aun estaba en el jardín de infancia, siendo enseñado al principio por su padre. Jaritónov comenzó a entrenar boxeo en serio cuando tenía diez u once años, luego de un incidente en el que un transeúnte adulto borracho interrumpió una pelea entre Jaritónov y otro niño levantando a Jaritónov en el aire, golpeándolo en la cara y cortándole la ceja con ese golpe. El hombre justificó su comportamiento diciendo que Jaritónov no debería haber golpeado a su oponente en el suelo.
A la edad de dieciséis años, Jaritónov comenzó a estudiar Combat Sambo. Durante sus estudios en la Academia de Tropas Aerotransportadas, Jaritónov comenzó a competir en combate cuerpo a cuerpo (forma simplificada del Combat Sambo) y AMM. Después de que Jaritónov se graduó de la Academia, Vladímir Pogodin, el gerente del Russian Top Team, lo contactó y lo invitó a unirse al club. Al principio, Jaritónov fue invitado a ser el compañero de entrenamiento de Fiódor Yemeliánenko, quien le enseñó muchas técnicas de lucha en el suelo, incluidos los golpes en el suelo y las rendiciones. Jaritónov siguió compitiendo en varias competencias rusas de AMM, y en octubre de 2003 debutó en Pride Fighting Championships, una de las dos principales organizaciones de AMM del mundo en ese momento.
Jaritónov entrena con los equipos nacionales rusos de boxeo y sambo, así como con algunos luchadores de estilo libre. También agregó el entrenamiento de muay thai a su régimen y, según él, también tomó prestados algunos elementos del karate.
Jaritónov entrenó en Kirieevsk, Rusia, con el entrenador Mijaíl Iliújin. Iliújin eligió Kirieevsk como su base de entrenamiento debido a la gran cantidad de luchadores de AMM de peso pesado disponibles allí. Según él, los elementos claves del éxito de Jaritónov son su fuerza de voluntad y su imprevisibilidad en la arena. A partir de septiembre de 2007, comenzó a entrenar con el equipo de lucha Golden Glory en Países Bajos.
Además de competir en AMM y boxeo, Jaritónov compite en Combat Sambo para el club Desantnik ('paracaidistas') de Riazán.

### Pride Fighting Championship
Jaritónov tuvo una carrera exitosa como luchador de peso pesado en Pride Fighting Championships, con un registro de 8-3-0. Desde finales de 2005, Jaritónov ha tenido problemas con lesiones continuas en la parte superior de la espalda y los hombros, evidentes en su victoria contra Fabrício Werdum, en la que su hombro derecho sufrió una distensión y se lesionó casi un minuto después de la pelea, y en su derrota ante Alistair Overeem donde una caída le dislocó el hombro.
Jaritónov perdió ante Aleksandr Yemeliánenko en PRIDE Final Conflict Absolute el 9 de septiembre de 2006.
Jaritónov obtuvo una victoria contra Mike Russow en PRIDE 33 en Las Vegas el 24 de febrero.

### HERO K-1
El 17 de septiembre de 2007, Jaritónov derrotó con un nocaut técnico a Alistair Overeem en el primer asalto del evento Hero's 10: Middleweight Tournament Final, vengando una derrota anterior.

### DREAM
La próxima pelea de Jaritónov estaba programada para ser contra Mighty Mo en DREAM 6 el 23 de septiembre de 2008. Sin embargo, Mighty Mo se vio obligado a retirarse debido a una lesión en la espalda. Jimmy Ambriz fue el reemplazo de Mighty Mo. Jaritónov obtuvo una victoria en el primer asalto por rendición a través de golpes. En DREAM 8, Jeff Monson sometió a Jaritónov con una estrangulación (north/south choke). El ruso trató de liberarse a puñetazos, pero pronto se vio obligado a rendirse por primera vez en su carrera.

### Strikeforce
Jaritónov firmó un contrato para luchar por Strikeforce e hizo su debut el 12 de febrero de 2011. Se enfrentó al ex campeón de peso pesado de UFC Andrei Arlovski en la primera ronda del Gran Premio de peso pesado de Strikeforce 2011. Jaritónov derrotó a Andrei Arlovski por nocaut en el primer asalto. Jaritónov se enfrentó a Josh Barnett, quien derrotó a Brett Rogers el 18 de junio de 2011 en Strikeforce: Dallas, en la siguiente ronda. Perdió por rendición en el primer asalto.

### Post-Strikeforce
El 1 de junio de 2012, sometió a John Delgado por llave en el MMA: Russian Open Championship en San Petersburgo, Rusia. Jaritónov firmó con M-1 Global y con el Fight Star MMA Promotion de Oleg Taktarov, y se esperaba que peleara contra Travis Wiuff en diciembre de 2013. Esta pelea no se materializó, pero el 15 de noviembre de ese año Jaritónov enfrentó a Alexey Kudin en Surgut, Rusia, y lo derrotó por nocaut técnico en el segundo asalto.
En su siguiente aparición, Jaritónov derrotó a Tyler East por nocaut técnico en el segundo asalto en Tech-Krep Fighting Championship - Prime, el 21 de marzo de 2014.
Se esperaba que Jaritónov se enfrentara a Satoshi Ishii el 11 de noviembre de 2014 en M-1 Challenge 53: Battle in the Celestial Empire. Sin embargo, Ishii se retiró de la pelea debido a una lesión. En cambio, se enfrentó a Kenny Garner en el evento, que tuvo lugar el 25 de noviembre, con Jaritónov ganando por detención médica en la tercera ronda.

### M-1 Global
Jaritónov se enfrentó a Alekséi Kudin el 15 de noviembre de 2013 en M-1: Challenge 43. Ganó la pelea por nocaut técnico en el segundo asalto.
Jaritónov venció a Kenny Garner en M-1 Challenge 53 el 25 de noviembre de 2014 por TKO (detención del médico) en el tercer asalto.
En la revancha, vuelve a ganar a Kenny Garner el 3 de julio de 2015 en M-1 Challenge 59 por nocaut técnico en el primer asalto.

### Bellator
El 3 de febrero de 2016 se anunció que Jaritónov había firmado con Bellator. Jaritónov hizo su debut contra Javy Ayala el 4 de noviembre de 2016 en Bellator 163. Perdió la pelea por nocaut en el primer asalto.
Jaritónov se enfrentó a Chase Gormley en Bellator 175 el 31 de marzo de 2017. Ganó la pelea por nocaut en el primer asalto.
Jaritónov se enfrentó a Roy Nelson en el evento coestelar de Bellator 207 el 12 de octubre de 2018. Ganó la pelea por nocaut en el primer asalto.
Después de la pelea de Nelson, Jaritónov firmó un nuevo contrato de peleas múltiples con Bellator y encabezó Bellator 215 contra Matt Mitrione el 15 de febrero de 2019. Esta pelea terminó sin resultado a los 15 segundos del primer asalto después de que Mitrione acertara un golpe bajo accidental y Jaritónov no pudo continuar.
Jaritónov se enfrentó a Mitrione en una revancha inmediata seis meses después en Bellator 225 el 24 de agosto de 2019. Ganó la pelea por nocaut técnico en el segundo asalto.
Jaritónov encabezó Bellator 234 contra Linton Vassell el 14 de noviembre de 2019. Perdió la pelea por nocaut técnico en el segundo asalto.
Jaritónov se enfrentó a Fernando Rodrigues Jr. en World Total Kombat Federation 5 el 23 de febrero de 2020. Reclamó el Campeonato de peso pesado de la WTKF por nocaut en el segundo asalto.
A continuación, se suponía que Jaritónov volvería a enfrentarse a Linton Vassell en mayo de 2020, pero la pelea se canceló debido a la pandemia de COVID-19.
Jaritónov se enfrentó a Oli Thompson en el MFP Parus Fight Championship el 7 de noviembre de 2020. Ganó la pelea por nocaut en el primer asalto.
Jaritónov se enfrentó a Cheick Kongo el 20 de agosto de 2021 en Bellator 265. Perdió la pelea a través de un estrangulamiento (rear-naked choke) en el segundo asalto.

### Otras promociones
Jaritónov defendió su campeonato de peso pesado de Parus FC contra Fábio Maldonado el 6 de noviembre de 2021. Ganó la pelea por nocaut técnico en el primer asalto.
Jaritónov, en reemplazo de Antônio Silva, se enfrentó a Tyrone Spong el 28 de enero de 2022 en EFC 44. Ganó la pelea por nocaut técnico en el segundo asalto.

## Kickboxing
Desde que firmó con el equipo Golden Glory Breda en julio de 2007, Jaritónov ha estado entrenando en Países Bajos con algunos de los mejores luchadores de pie del mundo. Después de su derrota ante Jeff Monson en abril, se tomó la decisión de hacer que la última pelea de su contrato con DREAM fuera una pelea de K-1 en K-1 World Grand Prix 2009 Final, el 5 de diciembre. El 28 de noviembre, K-1 anunció que su oponente sería Daniel Ghiţă en el segundo combate de reserva del Gran Premio. Ghiţă originalmente estaba programado para enfrentar al compañero de equipo de Jaritónov, Chalid Arrab, quien tuvo que retirarse debido a una lesión. Ghiţă derrotó a Jaritónov por nocaut técnico (patada baja derecha) en el tercer asalto.
Jaritónov luchó contra Takumi Sato en el Gran Premio Mundial K-1 de 2010 en Seúl. Jaritónov ganó por KO en el primer asalto. El 11 de diciembre en la final del Gran Premio Mundial K-1 de 2010, Jaritónov fue derrotado por Singh Jaideep por nocaut técnico (golpes) en el primer asalto. Jaritónov se enfrentó al kickboxer samoano Mighty Mo en United Glory World Series Finals en Moscú el 28 de mayo de 2011. Ganó por KO en el primer asalto. El 23 de marzo de 2012, Jaritónov se enfrentó a Mark Miller en United Glory 15 en Moscú y ganó por KO (gancho de derecha) en el primer asalto.
Perdió ante Rico Verhoeven en la primera ronda del Glory Heavyweight Grand Slam 2012 de 16 hombres celebrado en Glory 4: Tokyo - 2012 Heavyweight Grand Slam en Saitama, Japón, el 31 de diciembre de 2012. Verhoeven lideraba las tarjetas de puntuación de los jueces después de los dos asaltos de dos minutos, y así se le dio la victoria.
Estaba programado para pelear contra Jérôme Le Banner en Glory 10: Los Ángeles en Ontario, California, Estados Unidos, el 28 de septiembre de 2013, pero el francés se retiró después de sufrir una lesión en el cuello.
Jaritónov derrotó a Daniel Sam por decisión unánime en Glory 11: Chicago - Heavyweight World Championship Tournament en Hoffman Estates, Illinois, el 12 de octubre de 2013.
La pelea de Jérôme Le Banner fue reprogramada para Glory 13: Tokyo - Welterweight World Championship Tournament en Tokio, Japón, el 21 de diciembre de 2013. Jaritónov ganó por decisión unánime.
Perdió ante Anderson «Braddock» Silva por decisión unánime la semifinal del Glory 16: Denver - Heavyweight Contendership Tournament en Broomfield, Colorado, Estados Unidos, el 3 de mayo de 2014.
Reemplazando a Pat Barry, quien se retiró de la pelea por razones no reveladas, Jaritónov estaba programado para enfrentar a Mirko «Cro Cop» Filipović en Glory 17: Los Ángeles en Inglewood, California, el 21 de junio de 2014. Jaritónov también se retiró, aduciendo una lesión en un dedo, y fue reemplazado por Jarrell Miller. El 11 de octubre de 2014, en el W5 Grand Prix en Moscú, Jaritónov se enfrentó nuevamente a Silva, ganando la revancha por nocaut técnico en el segundo asalto.

## Boxeo
Jaritónov comenzó su carrera de boxeador aficionado en 2000. Trató de ingresar al equipo de boxeo olímpico ruso pero se lesionó en las semifinales durante un evento televisivo de boxeo en vivo. En cambio, compitió por Tayikistán en 2003 en los Juegos de Asia Central, donde ganó una medalla de plata. Jaritónov ganó una oportunidad en los Juegos Olímpicos de ese año, representando a la antigua Tayikistán (las antiguas repúblicas soviéticas a menudo tienen rusos étnicos en sus equipos), pero dejó pasar la oportunidad de pelear en el Gran Premio de peso pesado Pride 2004.
Jaritónov estuvo a punto de clasificarse para los Juegos de Atenas al ganar la medalla de plata en el Campeonato Asiático de Boxeo Amateur de 2004 en Puerto Princesa, Filipinas. En la final fue derrotado por Rustam Saidov de Uzbekistán. En el otoño de 2004 compitió en el Campeonato Ruso de Boxeo y quedó en segundo lugar. Jaritónov no pudo pelear en el partido final debido a una lesión.
Jaritónov derrotó a Danny Williams el 11 de septiembre de 2020, en su debut en el boxeo profesional.

## Registro de artes marciales mixtas
| Resultado     | Récord   | Oponente                 | Método                                         | Evento                                            | Fecha                    | Asalto | Tiempo    | Localización                                  | Notas |
| ------------- | -------- | ------------------------ | ---------------------------------------------- | ------------------------------------------------- | ------------------------ | ------ | --------- | --------------------------------------------- | ----- |
| Victoria      | 34-9 (2) | Tyrone Spong             | TKO (golpes)                                   | Eagle FC 44                                       | 28 de enero de 2022      | 2      | 2:55      | Miami, Florida, Estados Unidos                |       |
| Victoria      | 33-9 (2) | Fábio Maldonado          | TKO (golpes)                                   | MFP Parus Fight Championship                      | 6 de noviembre de 2021   | 1      | 3:28      | Dubái, Emiratos Árabes Unidos                 |       |
| Derrota       | 32-9 (2) | Cheick Kongo             | Rendición (rear-naked choke)                   | Bellator 265                                      | 20 de agosto de 2021     | 2      | 4:59      | Sioux Falls, Dakota del Sur, Estados Unidos   |       |
| Victoria      | 32-8 (2) | Oli Thompson             | KO (golpe)                                     | MFP Parus Fight Championship                      | 7 de noviembre de 2020   | 1      | 2:50      | Dubái, Emiratos Árabes Unidos                 |       |
| Victoria      | 31-8 (2) | Fernando Rodrigues Jr.   | KO (golpe)                                     | World Total Kombat Federation 5                   | 23 de febrero de 2020    | 2      | 0:08      | Minsk, Bielorrusia                            |       |
| Derrota       | 30-8 (2) | Linton Vassell           | TKO (golpes)                                   | Bellator 234                                      | 15 de noviembre de 2019  | 2      | 3:15      | Tel Aviv, Israel                              |       |
| Victoria      | 30-7 (2) | Matt Mitrione            | TKO (rodillazo y golpes)                       | Bellator 225                                      | 24 de agosto de 2019     | 2      | 1:24      | Bridgeport, Connecticut, Estados Unidos       |       |
| Sin resultado | 29-7 (2) | Matt Mitrione            | Sin resultado (golpe bajo accidental)          | Bellator 215                                      | 15 de febrero de 2019    | 1      | 0:15      | Uncasville, Connecticut, Estados Unidos       |       |
| Victoria      | 29-7 (1) | Roy Nelson               | KO (golpes y rodillazo)                        | Bellator 207                                      | 12 de octubre de 2018    | 1      | 4:59      | Uncasville, Connecticut, Estados Unidos       |       |
| Sin resultado | 28-7 (1) | Anton Vyazigin           | Sin resultado (piquete accidental en los ojos) | M-1 Challenge 92: Kharitonov vs. Vyazigin         | 24 de mayo de 2018       | 2      | 0:20      | San Petersburgo, Rusia                        |       |
| Victoria      | 28-7     | Joey Beltran             | Decisión (unánime)                             | Russian Cagefighting Championship                 | 25 de febrero de 2018    | 3      | 5:00      | Ekaterimburgo, Rusia                          |       |
| Victoria      | 27-7     | Geronimo dos Santos      | Rendición (ankle lock)                         | M-1 Challenge 81: Battle in the Mountains 6       | 22 de julio de 2017      | 1      | 2:13      | Nazrán, Rusia                                 |       |
| Victoria      | 26-7     | Rameau Sokoudjou         | KO (golpes)                                    | M-1 Challenge 80: Kharitonov vs. Sokoudjou        | 15 de junio de 2017      | 1      | 0:40      | Harbin, China                                 |       |
| Victoria      | 25-7     | Chase Gormley            | KO (golpe)                                     | Bellator 175                                      | 31 de marzo de 2017      | 1      | 3:55      | Rosemont, Illinois, Estados Unidos            |       |
| Derrota       | 24-7     | Javy Ayala               | KO (golpe)                                     | Bellator 163                                      | 4 de noviembre de 2016   | 1      | 0:16      | Uncasville, Connecticut, Estados Unidos       |       |
| Victoria      | 24-6     | Kenny Garner             | TKO (golpes)                                   | M-1 Challenge 59: Battle of Nomads 5              | 3 de julio de 2015       | 1      | 4:11      | Astaná, Kazajistán                            |       |
| Victoria      | 23-6     | Kenny Garner             | TKO (detención del médico)                     | M-1 Challenge 53: Battle in the Celestial Empire  | 25 de noviembre de 2014  | 3      | 2:11      | Beijing, China                                |       |
| Victoria      | 22-6     | Tyler East               | TKO (golpes)                                   | Tech-Krep Fighting Championship: Prime            | 21 de marzo de 2014      | 2      | 2:54      | Krasnodar, Rusia                              |       |
| Victoria      | 21-6     | Alekséi Kudin            | TKO (golpes)                                   | M-1 Challenge 43                                  | 16 de noviembre de 2013  | 2      | 4:56      | Surgut, Rusia                                 |       |
| Victoria      | 20-6     | John Delgado             | Rendición (americana)                          | MMA: Russian Open Championship                    | 1 de junio de 2012       | 1      | 0:34      | San Petersburgo, Rusia                        |       |
| Derrota       | 19-6     | Josh Barnett             | Rendición (arm-triangle choke)                 | Strikeforce: Barnett vs. Kharitonov               | 10 de septiembre de 2010 | 1      | 4:28      | Cincinnati, Ohio, Estados Unidos              |       |
| Victoria      | 19-5     | Andrei Arlovski          | KO (golpes)                                    | Strikeforce: Fedor vs. Silva                      | 12 de febrero de 2011    | 1      | 2:49      | East Rutherford, Nueva Jersey, Estados Unidos |       |
| Victoria      | 18-5     | Tatsuya Mizuno           | KO (rodillazo)                                 | Dynamite!! 2010                                   | 31 de diciembre de 2010  | 1      | 1:25      | Saitama, Japón                                |       |
| Derrota       | 17-5     | Jeff Monson              | Rendición (north-south choke)                  | DREAM 8                                           | 5 de abril de 2009       | 1      | 1:42      | Nagoya, Japón                                 |       |
| Victoria      | 17-4     | Jimmy Ambriz             | TKO (rendición a golpes)                       | DREAM 6: Middleweight Grand Prix 2008 Final Round | 23 de septiembre de 2008 | 1      | 2:15      | Saitama, Japón                                |       |
| Victoria      | 16-4     | Alistair Overeem         | KO (golpe)                                     | HERO'S 10: Middleweight Tournament Final          | 17 de septiembre de 2007 | 1      | 4:21      | Yokohama, Japón                               |       |
| Victoria      | 15-4     | Mike Russow              | Rendición (armbar)                             | PRIDE 33                                          | 24 de febrero de 2007    | 1      | 3:46      | Las Vegas, Nevada, Estados Unidos             |       |
| Derrota       | 14-4     | Aleksandr Yemeliánenko   | TKO (golpes y rodillazos)                      | PRIDE Final Conflict Absolute                     | 10 de septiembre de 2006 | 1      | 6:45      | Saitama, Japón                                |       |
| Derrota       | 14-3     | Alistair Overeem         | TKO (rodillazos)                               | PRIDE 31                                          | 26 de febrero de 2006    | 1      | 5:13      | Saitama, Japón                                |       |
| Victoria      | 14-2     | Fabrício Werdum          | Decisión (dividida)                            | PRIDE 30                                          | 23 de octubre de 2005    | 2      | 5:00      | Saitama, Japón                                |       |
| Victoria      | 13-2     | Peter Mulder             | Rendición (armbar)                             | RINGS Russia: CIS vs. The World                   | 20 de agosto de 2005     | 1      | 6:16      | Ekaterimburgo, Rusia                          |       |
| Victoria      | 12-2     | Pedro Rizzo              | TKO (patada de fútbol y golpes)                | PRIDE Critical Countdown 2005                     | 26 de junio de 2005      | 1      | 2:02      | Saitama, Japón                                |       |
| Victoria      | 11-2     | Choi Mu-Bae              | KO (golpes)                                    | PRIDE 29                                          | 20 de febrero de 2005    | 1      | 3:24      | Saitama, Japón                                |       |
| Derrota       | 10-2     | Antônio Rodrigo Nogueira | Decisión (unánime)                             | PRIDE Final Conflict 2004                         | 15 de agosto de 2004     | 2      | 5:00      | Saitama, Japón                                |       |
| Victoria      | 10-1     | Semmy Schilt             | TKO (golpes)                                   | PRIDE Critical Countdown 2004                     | 20 de junio de 2004      | 1      | 9:19      | Saitama, Japón                                |       |
| Victoria      | 9-1      | Murilo Rua               | KO (golpes)                                    | PRIDE Total Elimination 2004                      | 25 de abril de 2004      | 1      | 4:14      | Saitama, Japón                                |       |
| Victoria      | 8-1      | Cory Peterson            | Rendición (armbar)                             | PRIDE 27                                          | 1 de febrero de 2004     | 1      | 1:23      | Osaka, Japón                                  |       |
| Victoria      | 7-1      | Jason Suttie             | Rendición (armbar)                             | PRIDE Bushido 1                                   | 5 de octubre de 2003     | 1      | 2:25      | Saitama, Japón                                |       |
| Derrota       | 6-1      | Martin Malkhasyan        | Rendición (kneebar)                            | Legion Fight Black Sea Cup 2003 (Stage 2)         | 18 de mayo de 2003       | 1      | 4:45      | Rostov del Don, Rusia                         |       |
| Victoria      | 6-0      | David Shvelidze          | Rendición (heel hook)                          | TORM 8: Tournament of Real Men 8                  | 20 de febrero de 2003    | 1      | 1:00      | Ekaterimburgo, Rusia                          |       |
| Victoria      | 5-0      | Osman Vagabov            | Rendición (rear-naked choke)                   | TORM 8: Tournament of Real Men 8                  | 20 de febrero de 2003    | 1      | 0:47      | Ekaterimburgo, Rusia                          |       |
| Victoria      | 4-0      | Sergey Kaznovsky         | Rendición                                      | IAFC: Mega-Sphere Cup 2                           | 18 de agosto de 2001     | 1      | Sin datos | Moscú, Rusia                                  |       |
| Victoria      | 3-0      | Roman Savochka           | TKO (lesión en una mano)                       | Brilliant 2: Yalta's Brilliant 2000               | 11 de agosto de 2000     | 1      | 3:11      | Yalta, Ucrania                                |       |
| Victoria      | 2-0      | Viacheslav Kolesnik      | TKO (golpe)                                    | Brilliant 2: Yalta's Brilliant 2000               | 11 de agosto de 2000     | 1      | 1:26      | Yalta, Ucrania                                |       |
| Victoria      | 1-0      | Zamir Syrgabayev         | TKO (rendición a golpes)                       | Brilliant 2: Yalta's Brilliant 2000               | 11 de agosto de 2000     | 1      | 2:43      | Yalta, Ucrania                                |       |

## Registro de kickboxing
| Resultado | Récord | Oponente          | Método                   | Evento                                                           | Fecha                   | Asalto | Tiempo    | Localización                              | Notas |
| --------- | ------ | ----------------- | ------------------------ | ---------------------------------------------------------------- | ----------------------- | ------ | --------- | ----------------------------------------- | ----- |
| Victoria  | 7-4    | Frédéric Sinistra | TKO (tres caídas)        | Zhara Fight Show                                                 | 30 de mayo de 2018      | 2      | Sin datos | Moscú, Rusia                              |       |
| Victoria  | 6-4    | Anderson Silva    | TKO (golpes)             | W5 Grand Prix - Rematch                                          | 11 de octubre de 2014   | 2      | 2:50      | Moscú, Rusia                              |       |
| Derrota   | 5-4    | Anderson Silva    | Decisión (unánime)       | Glory 16: Denver - Heavyweight Contender Tournament, Semi Finals | 3 de mayo de 2014       | 3      | 3:00      | Broomfield, Colorado, Estados Unidos      |       |
| Victoria  | 5-3    | Jérôme Le Banner  | Decisión (unánime)       | Glory 13: Tokyo                                                  | 21 de diciembre de 2013 | 3      | 3:00      | Tokio, Japón                              |       |
| Victoria  | 4-3    | Daniel Sam        | Decisión (unánime)       | Glory 11: Chicago                                                | 12 de octubre de 2013   | 3      | 3:00      | Hoffman Estates, Illinois, Estados Unidos |       |
| Derrota   | 3-3    | Rico Verhoeven    | Decisión (unánime)       | Glory 4: Tokyo - Heavyweight Grand Slam Tournament, First Round  | 31 de diciembre de 2012 | 2      | 2:00      | Saitama, Japón                            |       |
| Victoria  | 3-2    | Mark Miller       | KO (gancho derecho)      | United Glory 15                                                  | 23 de marzo de 2012     | 1      | 1:59      | Moscú, Rusia                              |       |
| Victoria  | 2-2    | Mighty Mo         | KO (gancho derecho)      | United Glory 14: 2010-2011 World Series Finals                   | 28 de mayo de 2011      | 1      | 1:59      | Moscú, Rusia                              |       |
| Derrota   | 1-2    | Singh Jaideep     | KO (gancho derecho)      | K-1 World Grand Prix 2010 Final                                  | 11 de diciembre de 2010 | 1      | 2:58      | Tokio, Japón                              |       |
| Victoria  | 1-1    | Takumi Sato       | KO (golpes)              | K-1 World Grand Prix 2010 in Seoul Final 16                      | 2 de octubre de 2010    | 1      | 2:50      | Seúl, Corea del Sur                       |       |
| Derrota   | 0-1    | Daniel Ghiţă      | KO (patada derecha baja) | K-1 World Grand Prix 2009 Final                                  | 5 de diciembre de 2009  | 3      | 0:36      | Yokohama, Japón                           |       |